# Probopyrus buitendijki
Probopyrus buitendijki är en kräftdjursart som först beskrevs av Horst 1910.  Probopyrus buitendijki ingår i släktet Probopyrus och familjen Bopyridae. Inga underarter finns listade i Catalogue of Life.